# Elizabeth Henstridge
Elizabeth Frances Henstridge (sinh ngày 11 tháng 9 năm 1987) là nữ diễn viên người Anh Quốc. Cô được biết đến qua vai đặc vụ Jemma Simmons trong phim truyền hình Agents of S.H.I.E.L.D..

## Đời tư
Henstridge là một người ủng hộ cho tổ chức từ thiện Smile Train.

## Danh sách phim

### Điện ảnh
| Năm  | Tên                        | Vai          | Ghi chú   |
| ---- | -------------------------- | ------------ | --------- |
| 2010 | Easy Under the Apple Bough |              | Phim ngắn |
| 2011 | And the Kid                |              | Phim ngắn |
| 2012 | The Thompsons              | Riley Stuart |           |
| 2013 | Gangs of Tooting Broadway  | Kate         |           |
| 2013 | Delicacy                   |              | Phim ngắn |
| 2014 | Reach Me                   | Eve          |           |
| 2016 | Wolves at the Door         |              |           |